# Rîbne, Tîsmenîțea
Rîbne (în ucraineană Рибне) este o comună în raionul Tîsmenîțea, regiunea Ivano-Frankivsk, Ucraina, formată numai din satul de reședință.

## Demografie
Componența lingvistică a comunei Rîbne
     Ucraineană (98,79%)
     Alte limbi (0,91%)
Conform recensământului din 2001, majoritatea populației comunei Rîbne era vorbitoare de ucraineană (98,79%), existând în minoritate și vorbitori de alte limbi.